# Saison 1 de Mère et Fille
Vous venez d’apposer le modèle de débat d'admissibilité.
Avant toute chose, veuillez créer la page de débat correspondante en cliquant ici.
- Une fois la page de vote initialisée, rafraîchissez cette page, et le bandeau prendra son aspect définitif.
- Si votre débat d'admissibilité est groupé (le motif et l’argumentation doivent être les mêmes), modifiez cette page pour ajouter au modèle le paramètre « cat » suivi du nom de la page de discussion de l’article pour lequel la page de débat existe déjà (ex. : cat=Discussion:Nom_de_l'autre_article). Ensuite, suivez les nouvelles instructions qui apparaissent.
- Vous pouvez également utiliser le paramètre « type » pour faciliter l’accès aux critères d’admissibilité. Exemple : {{suppression|type=mot-clé}}. Liste des mots-clés existants : fiction, musique, art visuel, fanzine, jeu de société, porno, sportif, association, enseignement, société, site web, route, nombre, (Liste complète ici).

| 1. | Créez la page de débat d'admissibilité.                                                                      | Sauvegardez d’abord la page pour l’initialiser puis indiquez votre motivation.                   |
| 2. | Important : ajoutez une entrée dans la section Débat d'admissibilité du jour.                                | Utilisez ce texte : *{{L\|Saison 1 de Mère et Fille}}                                            |
| 3. | Pensez à informer les contributeurs principaux de la page et les projets associés lorsque cela est possible. | Utilisez ce texte : {{subst:Avertissement débat d'admissibilité\|Saison 1 de Mère et Fille}}~~~~ |

Chronologie
Saison 2
Cet article recense les épisodes de la première saison de la shortcom française Mère et Fille diffusée sur Disney Channel.

## Épisodes

### Épisode 1:Bonne Fête Maman!
- Synopsis : Pour Isabelle, la mère de Barbara, la fête des mères est le jour le plus important de l'année. Tous les ans, elle fait, ce jour-là, comme si de rien n'était, en attendant que sa fille lui offre un présent. Sauf que Barbara semble avoir oublié cette date et là voilà en train de régler ses comptes avec Marion, sa rivale, et essayer de gagner le cœur de Gaël.
- Gag au générique de fin : Isabelle fait une crise d'allergie aux fleurs que Barbara lui a offertes.

### Épisode 2:Le Concert
- Synopsis : Depuis mars dernier, Barbara attend avec son ami Hugo une date très importante : le concert des Plasticines à Paris-Bercy ! Mais il se trouve que Hugo s'est estropié en tentant le 360 en skateboard. Barbara essaie de convaincre sa mère d'aller seule au concert, mais celle-ci refuse et finalement, part au concert avec elle.
- Gag au générique de fin : Peu après, Isabelle a amené Barbara à un concert style années 1980 et, à la fin de la chanson, les spectateurs crient comme des jeunes : "Woh ! Woooh ! Wohohh ! "

### Épisode 3:C'est le bouquet!
- Synopsis : Le jour de la St-Valentin, Barb et Isa reçoivent un bouquet de fleurs. Isa croit que l'expéditeur n'est autre que Gérald, un nouveau procureur du tribunal où elle travaille, mais Barb prétend que le bouquet vient de Gaël. Mais il s'avère que le bouquet appartient en réalité à Mme Méru, la voisine. Il y a eu en fait un petit malentendu à propos du numéro de porte des voisins. Mme Méru a l'appartement no 9, Barb et Isa ont l'appartement no 6, mais leur 6, après un claquement brutal de porte, s'est retourné.
- Gag au générique de fin : Un officier de La Poste sonne et demande un paiement de facture :

- Je suis bien au 6 ?

- Qu'est-il marqué là ?

- 9 !

- Voilà, c'est pas là ! »
- Anecdote : Cet épisode est souvent considéré comme le premier épisode.

### Épisode 5:La Soirée
- Synopsis : Barbara se rend à une soirée, la soirée des Guizet. Pendant qu'elle s'amuse, la mère s'inquiète. Ayant cru qu'il s'agissait d'une "soirée déguisée", Isa s'incruste, habillée en tomate, à la fête.
- Gag au générique de fin : Isa devient une sorte de meneur des jeunes :

- Vous êtes fatigués !

- ON N'EST PAS FATIGUÉS !

### Épisode 6:Brouille d'enfance
- Synopsis : Barbara se querelle avec sa meilleure amie Léa, qui a malencontreusement dit à haute voix l'amour que Barb avait pour Gaël, qui se situait juste derrière. Les deux filles finissent par se réconcilier, grâce à Isa, et Barbara, bonne joueuse, tente de réconcilier sa mère et son amie, Valérie, qui est devenue son ennemie depuis que les deux se sont volés une gomme magique et un compas.
- Gag au générique de fin : Barb essaie de régler les comptes de Valérie et d'Isabelle, couvertes de blessures.

### Épisode 7:Ze perfect man
- Synopsis : Isa tente de retrouver l'âme sœur. Barb l'inscrit donc à un site de rencontres. Les hommes s'enchaînent, toujours trop tristes, joyeux, drôles… À un moment, Baptiste Giabiconi se présente… trop jeune ! La mère tombe sous le charme de M. Balain, professeur d'anglais de Barb.
- Gag au générique de fin : Baptiste explique à Barbara que sa mère n'est pas seule à ne pas le reconnaître. Justement, à ce moment-là, des passants le prennent pour Johnny Depp.

### Épisode 8:Chagrin d'amour
- Synopsis : Barbara surprend Gaël en train de parler à une fille, tout en la caressant. Croyant que Gaël la trompe, Barbara s'enferme dans sa chambre. Bientôt, sa mère la joint et lui raconte un de ses chagrins d'amour. Alors qu'Isa pleure à chaudes larmes, Barb reçoit un appel de Gaël qui lui explique qu'il discutait avec sa correspondante australienne qui voulait la rencontrer.
- Gag au générique de fin : Isa tente de renouer avec un de ses anciens amours… devenu extrêmement laid et vieux, « comme le Père Fouras ! » dit Isa.

### Épisode 9:Ménage hasard
- Synopsis : Isabelle instaure une nouvelle méthode de ménage : un tableau qui dit qui fera quoi. Mais Barbara propose de tirer au sort les noms. Curieusement, Isabelle pioche toujours une étiquette avec son nom, un peu normal, car Barbara n'a écrit que "Maman" sur les bouts de papier.
- Gag au générique de fin : Isa emmène sa fille au musée de la bretelle. Voulant éviter une telle sortie, Barb avoue qu'elle a triché, et promet qu'elle fera toutes les corvées ménagères.

### Épisode 10:Plan B
- Synopsis : Privée de sortie, Barb tente d'amadouer sa mère pour se rendre à la soirée de Hugo. Mais rien n'y fait. Alors, la fille fait le mur en cachant des habits pour aller à la soirée. Malheureusement, la mère découvre les vêtements et les remplace par des habits de clown. Barbara n'ira donc pas à la soirée.
- Gag au générique de fin : Barbara ne peut pas s'endormir avec le bruit que fait la fête, et elle se plaint en frappant contre le mur.